# المهدي الكرتي
المهدي الكرتي : هو كاتب مغربي مختصص أكثر في الروايات البوليسية والباطنية. ولد في11 ماي 1985 بالدار البيضاء ، المدينة التي تتبوؤ مكانة مميزة في أعماله [ 2 ] .

## سيرته
يُقارن في بعض الأحيان ب : بدان براون أو أمبرتو إيكو  من حيث أسلوب الكتابة ، و هو رائد  في نوع أدبي جديد في المغرب. ; وهو الإثارة الباطنية. و قد نُشرت روايته الأولى : الحراس الخمسة للكلمة المفقودة في مارس 2013 وسرعان ما غذت من أكثر الكتب مبيعًا. ووصلت إلى المرحلة النهائية لجائزة الأطلس الكبير لعام 2014.
صدر كتابه الثاني حكماء نهاية العالم  السبعة في فبراير 2016 محتفظا  بنفس الشخصيات من روايته الأولى حيث يجدون أنفسهم متورطين رغماً عنهم في قصة تتجاوزهم؛ تتعلق بنهاية العالم.
و يهتم المهدي القرطي بالتاريخ والتشفير والمفاتيح والرموز  ، وهي ثيمات متكررة في قصصه.
كما شارك في العمل الجماعي "مؤلفون بنسبة % 100".   والتي تروم دعم تعليم الأطفال المغاربة.
كما ظهر  كشخصية خيالية في أحدث رواية خيالية   للكاتب غيوم جوبين، طريق أنفا.

## أعماله

### روايات
- الحراس الخمسة للكلمة المفقودة ، إصدارات كازا إكسبريس، 2013
- حكماء نهاية العالم  السبعة ، دار النشر المواهب /دار النشر بروك جكار 2016

### قصص
- ترتيلة الكلمات (المؤلفون بنسبة % 100) ) ، محرر المواهب، 2015